# Kugelkopf-Akazie
Die Kugelkopf-Akazie (Vachellia collinsii) ist eine Pflanzenart aus der Gattung (Vachellia) innerhalb der Familie der Hülsenfrüchtler (Fabaceae). Sie stammt aus den Trockenwäldern des südlichen Mittelamerika und ist eine der Arten aus der Tribus Acacieae, in deren hohlen Dornen verschiedene Ameisen-Arten hauptsächlich der Gattung Pseudomyrmex leben (Myrmekophylaxis).

## Beschreibung
Die Kugelkopf-Akazie wächst als kleiner Baum und erreicht Wuchshöhen von bis zu 10 Meter. Die dunkelgraue bis braune Borke ist schwach gefurcht. Die Rinde der Zweige ist glatt und rötlich-braun bis dunkelbraun. Die wechselständig an den Zweigen angeordneten Laubblätter sind in Blattstiel und -spreite gegliedert sowie 4 bis 16 Zentimeter lang. Die 4 bis 18 Millimeter langen Blattstiele besitzen ihrer Basis zwei bis fünf, breit kuppel- bis vulkanförmige Drüsen. Die doppelt gefiedert Blattspreite besteht aus 3 bis 15 Paaren Fiedern erster Ordnung. Jede Fieder erster Ordnung enthält 11 bis 29 Paare Fiederblättchen. Die Nebenblattdornen sind hell rötlichbraun bis dunkelbraun und im Querschnitt rund.
Die Blütezeit reicht von Januar bis August. Die Blüten stehen in dichten, zylindrischen, ährigen Blütenständen, die von vier Hüllblättern begleitet sind und die zu mehreren zusammenstehen. Die kleinen, sitzenden Blüten sind gelblich mit fünf 1 bis 1,4 Millimeter langen Kelchblättern und fünf, nur etwas längeren Kronblättern. Die dunkelbraune bis schwarze, ledrige und kahle Hülsenfrucht ist 3 bis 6 Zentimeter lang und gerade. Die Samen sind dunkelbraun, eiförmig und tragen einen gelblichen Arillus.

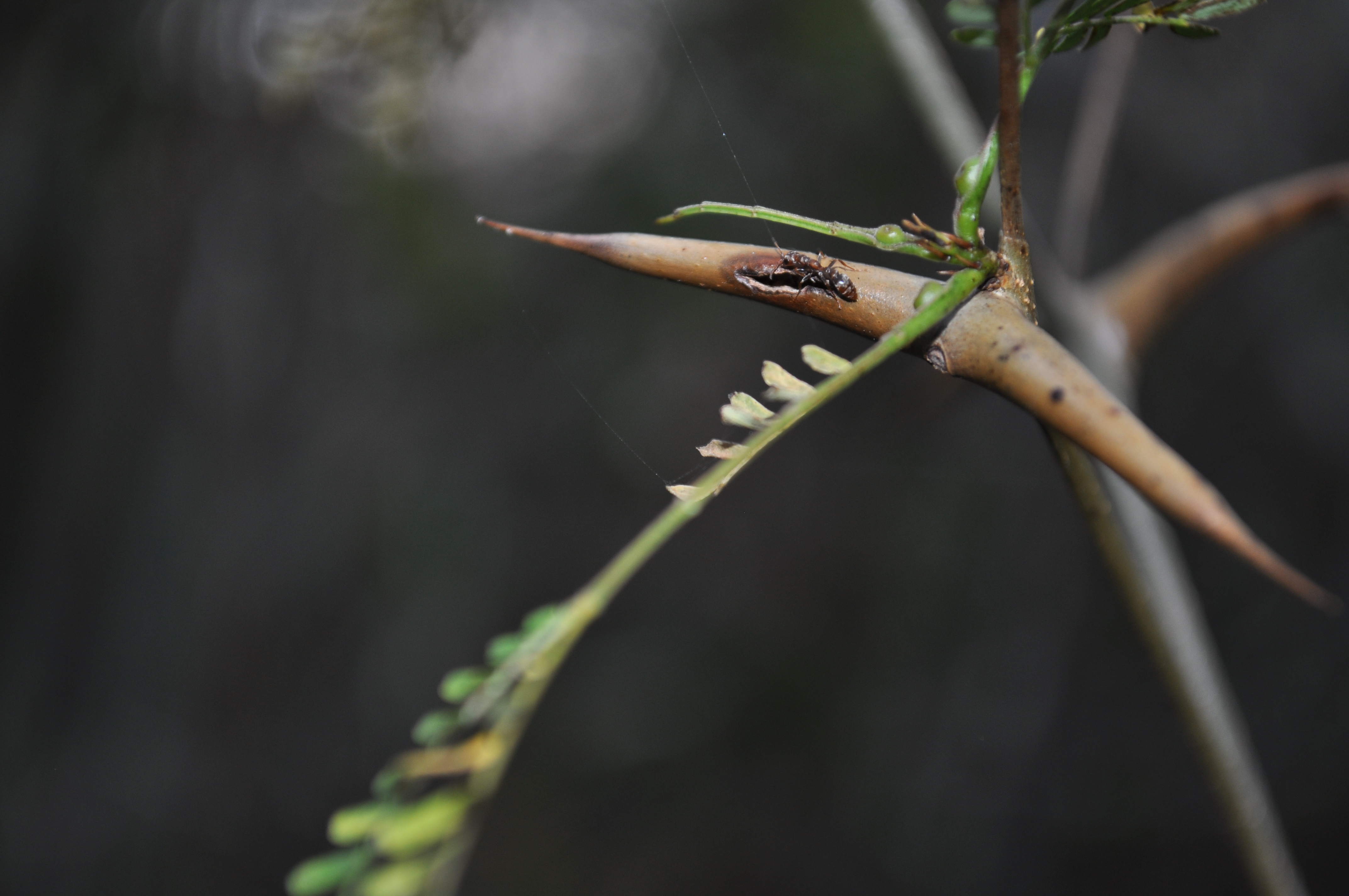
Nebenblattdornen der Akazie mit einem Zugangsloch der Pseudomyrmex Ameisen. Außerdem Seidenfäden einer Bagheera kiplingi Springspinne erkennbar.

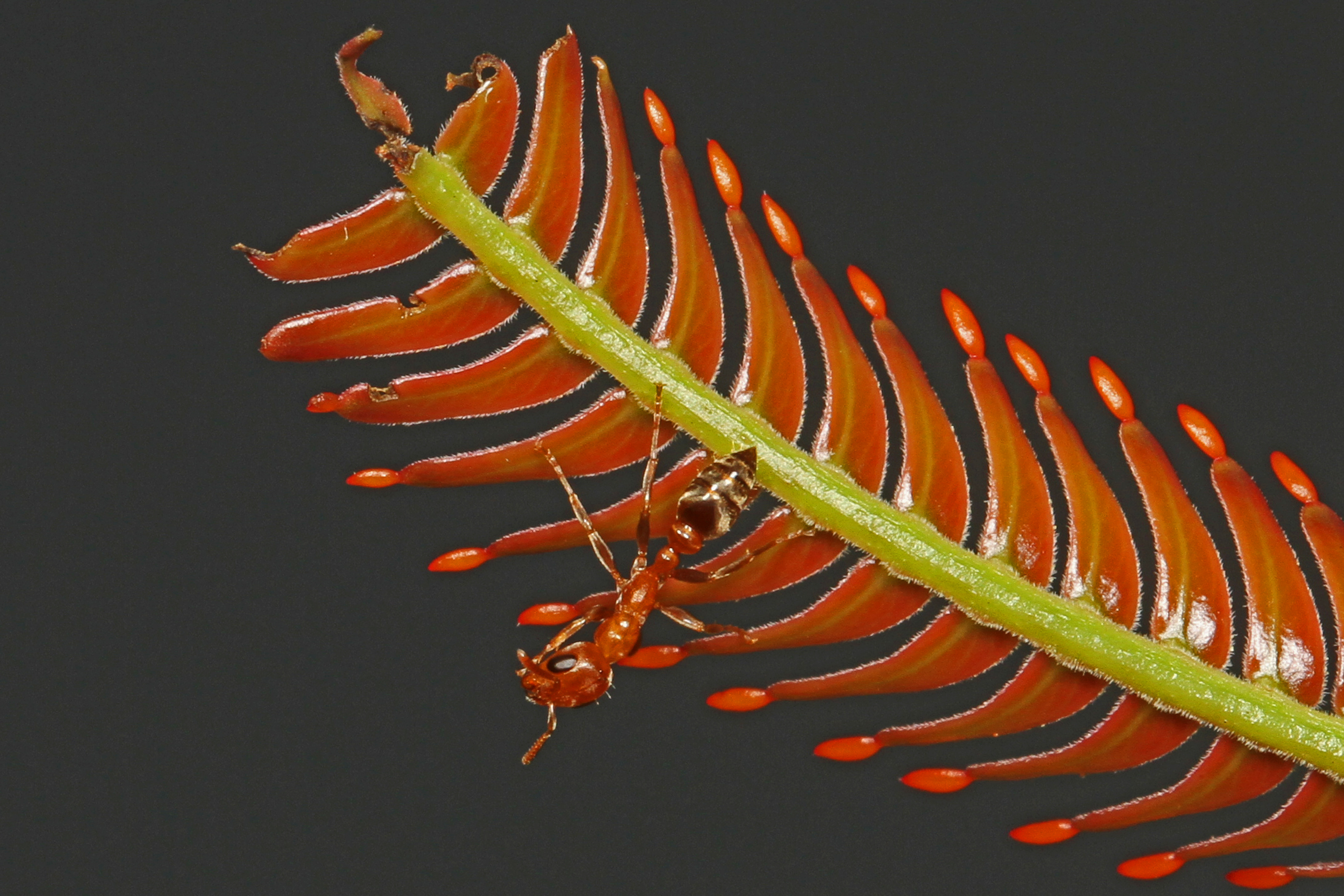
Ameise der Gattung Pseudomyrmex an einem Zweig einer Kugelkopf-Akazie, an den Blattspitzen sind Beltan-Körper erkennbar (aufgenommen in Belize, Caves Branch Jungle Lodge, Belmopan).

## Mutuelle Symbiosen

### Myrmekophylaxis
Die Nebenblattdornen der Kugelkopf-Akazie sind hohl und dienen Ameisen wie Pseudomyrmex spinicola und Pseudomyrmex ferruginea, die nur noch einen Zugang knapp unter der Spitze freilegen müssen, als Nistplatz. Die aggressiven Pseudomyrmex schützen den Baum vor Fraßschäden durch andere Insekten, indem sie diese vertilgen oder vertreiben. Außerdem halten sie die die Akazie umgebende, konkurrierende Vegetation kurz. Im Austausch produziert der Baum durch die Drüsen an den Blattstielen Nektar und an den Enden der Blättchen protein- und fettreiche Futterkörper (Beltsche Körper) zur Ernährung der Ameisen. Einige der Pseudomyrex sind obligate Symbionten von Kugelkopf-Akazien. Neben Pseudomyrex können auch Crematogaster wie Crematogaster rochai auf Kugelkopf-Akazien auftreten, falls sie frei von Pseudomyrex sind.
Eine Ameisenkolonie kann mehrere Akazien besiedeln. Akazien, die noch keinen Ameisenstaat beherbergen, müssen Fraßgifte produzieren, um pflanzenfressende Insekten abzuwehren. Junge Akazienpflanzen ohne Ameisenkolonie wachsen langsamer und werden schnell von anderen Pflanzen überwuchert.
Die Myrmekophylaxis zwischen Pseudomyrex und Kugelkopf-Akazien stellt ein bekanntes Beispiel einer Koevolution dar.

### Andere Symbionten
Auch mit Bagheera kiplingi, einer  Springspinne, besteht eine mutuelle Symbiose, welche Kugelkopf-Akazien sogar gleichzeitig mit Pseudomyrex bewohnen können. Obgleich Springspinnen wie alle Spinnen als obligate Prädatoren gelten, ist Bagheera kiplingi herbivor und ernährt sich ebenfalls von den Beltan-Körpern.

## Verbreitung
Die Kugelkopf-Akazie hat von allen „Ameisenakazien“ neben Vachellia cornigera die weiteste Verbreitung und ist am anpassungsfähigsten. Vachellia collinsii kommt in Mexiko in Yucatán und im zentralen Chiapas, in Guatemala in der nördlichen Provinz El Petén, in der östlichen Hälfte von Honduras und an dessen kurzer Küste am Pazifik, in Nicaragua, im nordwestlichen Costa Rica, in der Provinz Guanacaste mit der Nicoya-Halbinsel und an der pazifischen Seite des westlichen Panama mit der Halbinsel Azuero vor.

## Taxonomie
Die Erstbeschreibung erfolgte unter dem Namen (Basionym) Acacia collinsii Saff. Die Neukombination zu Vachellia collinsii (Safford) Seigler & Ebinger wurde 2005 durch David S. Seigler und John E. Ebinger in New combinations in the genus Vachellia (Fabaceae: Mimosoideae) from the New World in Phytologia, Volume 87, S. 150 veröffentlicht. Weitere Synonyme sind Myrmecodendron collinsii (Saff.) Britton & Rose, Acacia nelsonii Saff., Acacia penonomensis Saff., Acacia glutea Ram., Acacia costaricensis Schenck, Acacia panamensis Schenck, Acacia yucatanensis Schenck.